# Ludovico X di Baviera
Ludovico X di Wittelsbach (Grünwald, 18 settembre 1495 – Landshut, 22 aprile 1545) fu duca di Baviera assieme al fratello maggiore Guglielmo IV di Baviera.
I suoi genitori furono Alberto IV e Cunegonda d'Austria, una delle figlie dell'Imperatore Federico III. 
Sebbene il padre avesse destinato la successione al primogenito con un decreto del 1506, Ludovico rifiutò la carriera ecclesiastica con la scusa che egli era nato prima dell'entrata in vigore dell'editto e come tale aveva diritto al trono. Col sostegno della madre e degli Stati Generali, Ludovico costrinse il fratello ad accettarlo come coreggente nel 1516. Ludovico resse i distretti di Landshut e Straubing, generalmente in accordo col fratello. 
Come il fratello, dapprima dimostrò simpatia per il protestantesimo, ma dal 1522 tentò a tutti i costi di proibirlo dai confini della Baviera. Entrambi i duchi contribuirono a fermare la rivolta dei contadini nel sud della Baviera nel 1525. Da quando Ludovico venne proposto per la corona di Boemia, la Baviera restò in disaccordo con gli Asburgo sino al 1534, anno in cui entrambi i duchi trovarono un accordo con Ferdinando I a Linz. 
Dopo la sua visita in Italia, Ludovico fece erigere in madrepatria il primo palazzo rinascimentale costruito oltre le Alpi, la Residenza di Landshut, che venne costruita tra il 1537 e il 1543 sulle linee del Palazzo del Te a Mantova.
Ludovico, non avendo avuto figli, dopo la sua morte venne succeduto dal fratello Guglielmo, a cui spettò il compito di riunire definitivamente la Baviera.

## Ascendenza
|                                  |                     |                                     | Genitori                           |  |  | Nonni |  |  | Bisnonni                  |  |  | Trisnonni              |  |
|                                  |                     |                                     |                                    |  |  |       |  |  | Ernesto di Baviera-Monaco |  |  | Giovanni II di Baviera |  |
|                                  |                     |                                     |                                    |  |  |       |  |  | Ernesto di Baviera-Monaco |  |  | Giovanni II di Baviera |  |
|                                  |                     | Caterina di Gorizia                 |                                    |  |  |       |  |  | Ernesto di Baviera-Monaco |  |  |                        |  |
| Alberto III di Baviera           |                     |                                     |                                    |  |  |       |  |  | Ernesto di Baviera-Monaco |  |  |                        |  |
|                                  |                     | Elisabetta Visconti                 | Bernabò Visconti                   |  |  |       |  |  |                           |  |  |                        |  |
|                                  |                     | Elisabetta Visconti                 | Bernabò Visconti                   |  |  |       |  |  |                           |  |  |                        |  |
|                                  |                     | Elisabetta Visconti                 | Beatrice Regina della Scala        |  |  |       |  |  |                           |  |  |                        |  |
| Alberto IV di Baviera            |                     | Elisabetta Visconti                 |                                    |  |  |       |  |  |                           |  |  |                        |  |
|                                  |                     | Erich I di Braunschweig-Grubenhagen | Alberto I di Brunswick-Grubenhagen |  |  |       |  |  |                           |  |  |                        |  |
|                                  |                     | Erich I di Braunschweig-Grubenhagen | Alberto I di Brunswick-Grubenhagen |  |  |       |  |  |                           |  |  |                        |  |
|                                  |                     | Erich I di Braunschweig-Grubenhagen | Agnese I di Brunswick-Lüneburg     |  |  |       |  |  |                           |  |  |                        |  |
| Anna di Braunschweig-Grubenhagen |                     | Erich I di Braunschweig-Grubenhagen |                                    |  |  |       |  |  |                           |  |  |                        |  |
|                                  |                     | Elisabetta di Brunswick-Göttingen   | Ottone I di Brunswick-Göttingen    |  |  |       |  |  |                           |  |  |                        |  |
|                                  |                     | Elisabetta di Brunswick-Göttingen   | Ottone I di Brunswick-Göttingen    |  |  |       |  |  |                           |  |  |                        |  |
|                                  |                     | Elisabetta di Brunswick-Göttingen   | Margherita di Berg                 |  |  |       |  |  |                           |  |  |                        |  |
| Ludovico X di Baviera            |                     | Elisabetta di Brunswick-Göttingen   |                                    |  |  |       |  |  |                           |  |  |                        |  |
|                                  | Ernesto I d'Asburgo | Leopoldo III d'Asburgo              |                                    |  |  |       |  |  |                           |  |  |                        |  |
|                                  | Ernesto I d'Asburgo | Leopoldo III d'Asburgo              |                                    |  |  |       |  |  |                           |  |  |                        |  |
|                                  | Ernesto I d'Asburgo | Verde Visconti                      |                                    |  |  |       |  |  |                           |  |  |                        |  |
| Federico III d'Asburgo           | Ernesto I d'Asburgo |                                     |                                    |  |  |       |  |  |                           |  |  |                        |  |
|                                  |                     | Cimburga di Masovia                 | Siemowit IV di Masovia             |  |  |       |  |  |                           |  |  |                        |  |
|                                  |                     | Cimburga di Masovia                 | Siemowit IV di Masovia             |  |  |       |  |  |                           |  |  |                        |  |
|                                  |                     | Cimburga di Masovia                 | Alessandra di Lituania             |  |  |       |  |  |                           |  |  |                        |  |
| Cunegonda d'Austria              |                     | Cimburga di Masovia                 |                                    |  |  |       |  |  |                           |  |  |                        |  |
|                                  |                     | Edoardo del Portogallo              | Giovanni I del Portogallo          |  |  |       |  |  |                           |  |  |                        |  |
|                                  |                     | Edoardo del Portogallo              | Giovanni I del Portogallo          |  |  |       |  |  |                           |  |  |                        |  |
|                                  |                     | Edoardo del Portogallo              | Filippa di Lancaster               |  |  |       |  |  |                           |  |  |                        |  |
| Eleonora d'Aviz                  |                     | Edoardo del Portogallo              |                                    |  |  |       |  |  |                           |  |  |                        |  |
|                                  |                     | Eleonora di Trastámara              | Ferdinando I d'Aragona             |  |  |       |  |  |                           |  |  |                        |  |
|                                  |                     | Eleonora di Trastámara              | Ferdinando I d'Aragona             |  |  |       |  |  |                           |  |  |                        |  |
|                                  |                     | Eleonora di Trastámara              | Eleonora d'Alburquerque            |  |  |       |  |  |                           |  |  |                        |  |
|                                  |                     | Eleonora di Trastámara              |                                    |  |  |       |  |  |                           |  |  |                        |  |